# Ајасма
Ајасма (грч. Αγίασμα) је насељено место у општини Места у периферији Источна Македонија и Тракија, Грчка. Према попису из 2021. године било је 748 становника.
Према бугарском географу и историчару, Василу Канчову, у Ајасми је 1900. године живело 125 Турака. Године 1924. турско становништво је принудно исељено у Турску а на њихово место је насељено 99 грчких избегличких породица из Турске (393 особе) и 60 каракачанских породица. На попису из 1928. године Ајасма је имала 411 становника. Село се раније звало Кури.